# هيلو 4
 هيلو 4 (بالإنجليزية:Halo 4)  هي لعبة فيديو ظهرت حصرياً لجهاز الإكس بوكس 360، على عكس الأجزاء السابقة من اللعبة التي طورت من قبل بنجي، هيلو 4 طورت من قبل 343 إندستريز وهي شركة تابعة لمايكروسوفت جيم ستوديوز، هيلو 4 ستكون الأصدارة الأولى من ثلاثية جديدة من هيلو (سلسلة)، تحت مسمى «ثلاثية المستعيد» (بالإنجليزية:Reclaimer Trilogy). تقع أحداث اللعبة بعد 4 سنوات من نهاية هيلو 3، وتجسد عودة الماستر شيف كبطل اللعبة، والذكاء اصطناعي كورتانا. اللعبة صدرت عالمياً في 6 نوفمبر بإستثناء اليابان 8 نوفمبر.

## روابط خارجية
- هيلو 4 على موقع IMDb (الإنجليزية)